# Ahmed Qurei
Ahmed Qurei of Ahmed Qureia (Arabisch: أحمد قريع, Aḥmad Quraiʿ) (Abu Dis, 26 maart 1937 – Ramallah, 22 februari 2023), ook bekend onder de naam Abu Ala (Arabisch: أبو علاء, Abū ʿAlāʾ), was twee keer premier van de Palestijnse Autoriteit van oktober 2003 tot 19 februari 2006.

## Carrière
Ahmed Qurei werd geboren in Abu Dis (nabij Jeruzalem) op 26 maart 1937 in een relatief welgestelde familie.
Hij sloot zich in 1968 bij de Fatah-vleugel van de Palestijnse Bevrijdingsorganisatie PLO aan. Hij gebruikte zijn kennis als bankier in zijn functie van directeur van PLO's buitenlandse-investeringen-tak en als directeur-generaal van PLO's economische tak, onder andere ook in Libanon.
De PLO werd mede door zijn toedoen een van de grootste organisaties en daarmee werkgevers in Libanon. Hierbij werd de staat Libanon gedestabiliseerd, uitlopend op een voortdurende militaire aanwezigheid van Syrië en voorheen ook van Israël, gevechten tussen verschillende Libanese milities en twee oorlogen tussen Israël en de PLO op Libanese bodem.
Hij volgde Yasser Arafat naar Tunesië, nadat de PLO werd gedwongen Libanon te verlaten. Qurei maakte carrière binnen Fatah en werd in augustus 1989 verkozen als lid van het Centraal Comité van Fatah.
Ahmed Qurei was een van de onderhandelaars over de Oslo-akkoorden. Hij had verschillende posten in de kabinetten van de Palestijnse Autoriteit, onder andere minister van Economie en Handel en minister van Industrie. Hij heeft ook een ontwikkelingsplan geschreven voor de Palestijnse Gebieden voor hulp van de Wereldbank in 1993. Qurie is de medeoprichter van de Palestijnse Economische Raad voor Ontwikkeling en Reconstructie (PECDAR), opgericht in 1993. Kort daarna werd hij verkozen tot het 88 leden tellende parlement van de Palestijnse Autoriteit, de Palestijnse Wetgevende Raad (PLC), en als voorzitter in maart 2000.

## Premier
Na de terugtreding van Mahmoud Abbas als premier, werd Qurei door Arafat genomineerd voor de post. Qurei zei daarop dat hij de baan alleen zou accepteren indien de VS de Israëlische naleving van het door de VS voorgestelde vredesplan (routekaart voor vrede) konden garanderen.
Qurei was benoemd bij een nooddecreet op 5 oktober 2003 en hij legde de eed af op 7 oktober 2003. Al op 12 oktober dreigde hij met aftreden naar aanleiding van een meningsverschil met Yasser Arafat over controle over de veiligheidsdiensten. De regeerperiode van het nood-kabinet eindigde op 4 november 2003 en Qurei verklaarde dat hij bereid was een nieuw kabinet te leiden, op voorwaarde dat de steun van het parlement verkregen kon worden. Hij verkreeg deze goedkeuring op 12 november 2003.
Op 17 juli 2004 bood Qurei, na rellen in de Gazastrook en politieke benoemingen door Yasser Arafat, zijn ontslag aan bij Arafat, die dat echter weigerde.
Na de dood van Arafat op 11 november 2004 werden nieuwe presidentsverkiezingen uitgeschreven, die gewonnen werden door Mahmoud Abbas. Abbas vroeg Qurei om premier te blijven en een nieuwe regering te vormen. Op 24 februari 2005 werd zijn nieuwe regering geïnstalleerd.
Op 18 december 2005 bood Qurei zijn ontslag aan, omdat hij zich kandidaat stelde voor een zetel in het Palestijnse parlement. Hij keerde echter 9 dagen later weer terug op zijn post, nadat hij besloot zich toch niet kandidaat te stellen. Qurei bleef premier onder Abbas tot de parlementsverkiezingen van januari 2006. Die verkiezingen werden met absolute meerderheid gewonnen door Hamas. Op 19 februari trad Qurei terug en werd Ismail Haniya premier van de Palestijnse Autoriteit.
- Bibsys: 6052791
- Bibliothèque nationale de France: cb15906329d (data)
- CiNii: DA1575014X
- Gemeinsame Normdatei: 102117565X
- International Standard Name Identifier: 0000 0003 6670 8098
- Library of Congress Control Number: nr00003862
- Nationale Bibliotheek van Tsjechië: jo2008464705
- Nationale bibliotheek van Australië: 40963410
- Nationale Bibliotheek van Israël: 987007266830205171
- Nederlandse Thesaurus van Auteursnamen: 236322796
- Réseau des bibliothèques de Suisse occidentale: 02-A012655249
- LIBRIS: 274784
- Système universitaire de documentation: 126235783
- Virtual International Authority File: 36753329
- WorldCat: E39PBJkHt7RgrTWPxqVyyC6h73